# 羅戈維奇 (波隆涅區)
50°6′13″N 27°22′11″E / 50.10361°N 27.36972°E
羅戈維奇（烏克蘭語：Роговичі），是烏克蘭西部的村莊，隸屬赫梅利尼茨基州的舍佩蒂夫卡區。該村始建於1620年，面積0.72平方公里，海拔高度257米，2001年人口215，人口密度每平方公里297.8人。